# Antal Dovcsák
Antal Dovcsák (Budapeste, Áustria-Hungria, 11 de março de 1879 —— Viena, 1962) foi um líder sindical comunista húngaro, vice-primeiro-ministro durante a breve experiência da República Soviética Húngara.

## Biografia
Operário na indústria de ferro e metal da Hungria, Antal presidiu o sindicato da categoria; durante a República Soviética de 1919, foi comissário de produção social, vice-presidente do Conselho de Governo Revolucionário; entre 1 a 6 de agosto foi Ministro do Comércio no governo de Gyula Peidl, deposto.
Após a queda do efêmero regime foi condenado e em 1922 foi deportado para a União Soviética; a partir de 1923 mudou-se para a Áustria, onde trabalhou como sindicalista na categoria dos trabalhadores de ferro.

## Prisão e exílio
Com a queda do governo Peidl, o novo governo de transição iniciou com a abolição paulatina das medidas adotadas pelos soviéticos; apesar da mudança sem derramamento de sangue, as forças contra-revolucionárias exigiam a responsabilização dos ex-líderes da ditadura do proletariado e a reinstalação da ordem jurídica; promotores então pediram à polícia de Budapeste que prendesse os participantes do Soviet, o que foi feito com ampla cobertura nacional.
Em agosto de 1919 Dovcsák foi detido; ao contrário dos outros membros do governo Peidl que na maioria eram sociais-democratas, ele era comunista e não tinha a convicção de inocência daqueles e que não acreditavam que seriam presos e julgados por suas ações políticas; em face disso Dovcsák se escondera, mas foi capturado em 19 de agosto; o processo seguiu-se face a protestos anticomunistas e visava a satisfação revanchista de forma rápida.
A enorme crise econômica vivida no pós-guerra levou a um deterioramento crescente nas condições do cárcere, de forma que cresceram as manifestações pela libertação dos presos políticos; isto levou à sua deportação, em 1922.